# Bath Stone

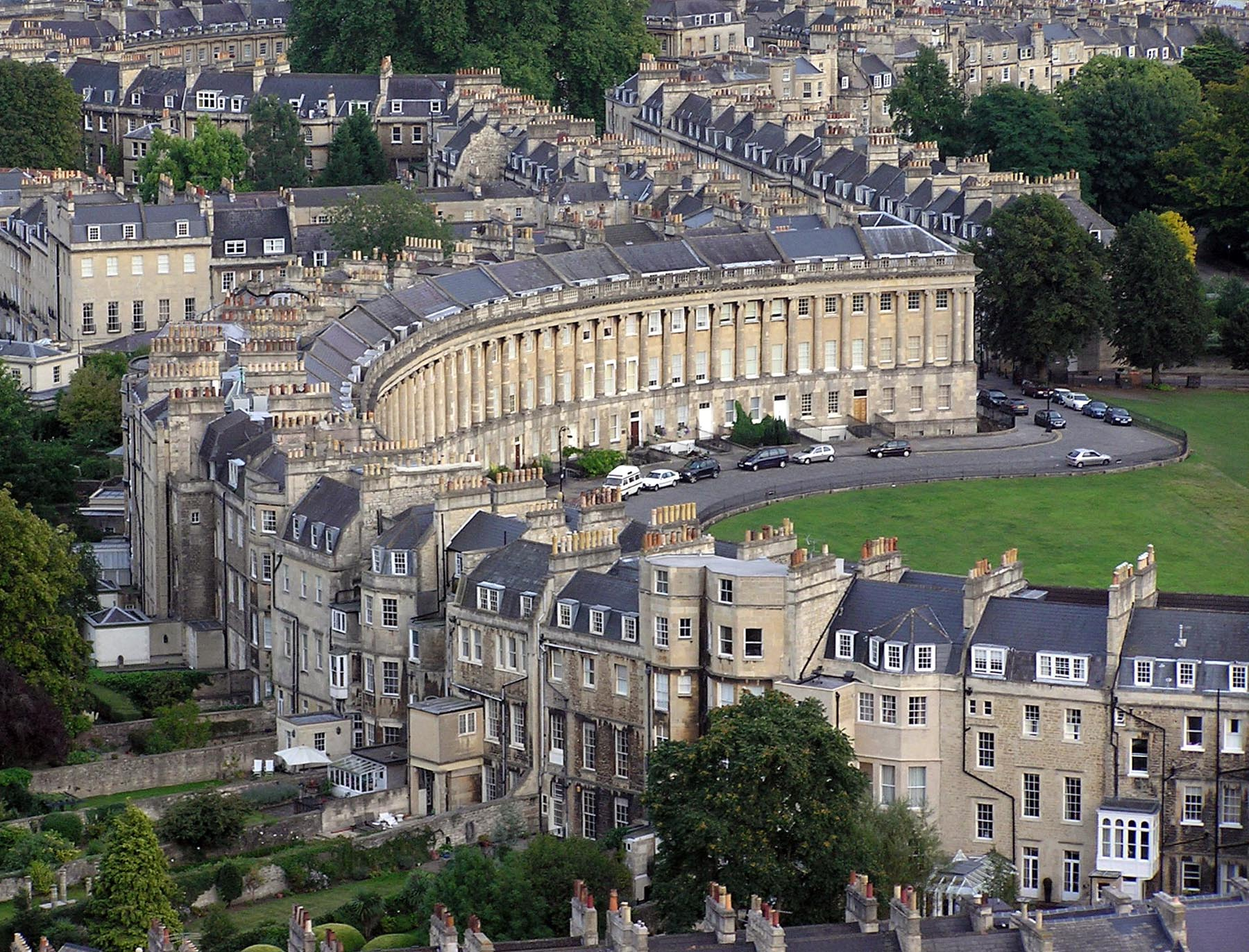
Royal Crescent in Bath

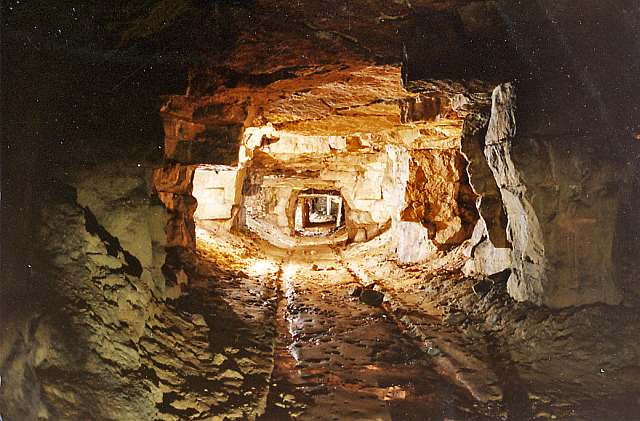
Steinbruch bei Firs

Bath Stone ist ein historisch bedeutender Werkstein in Südengland. Es handelt sich um einen oolithischen Kalkstein mit körnigen Kalziumkarbonatfragmenten und einem sideritischen Pigmentanteil. Er entstand im Mittleren Jura. In Deutschland verwenden Mineralogen für vergleichbare Gesteine daneben auch die althergebrachte Bezeichnung „Rogenstein“.

## Vorkommen und historische Verwendung

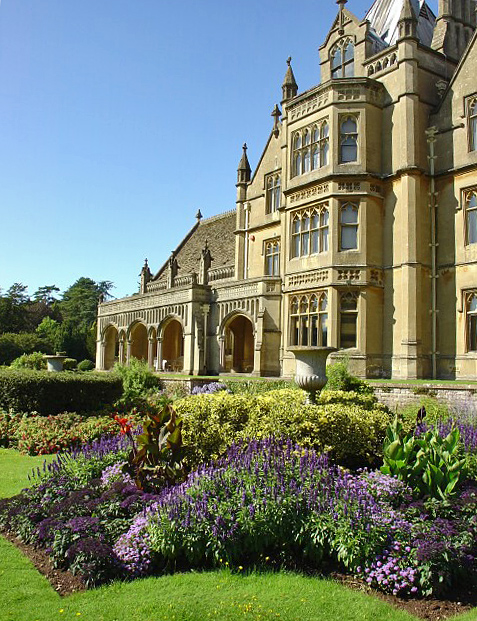
Tyntesfield

Das große Kalksteinvorkommen, in dem der Bath Stone als Naturstein zu finden ist, erstreckt sich in Großbritannien von Purbeck und der Insel Portland im Süden Großbritanniens über Bath und Box und Northamptonshire, Lincolnshire, Collyweston bis in den North Yorkshire Moors.
Der Bath Stone wurde bereits in der Römerzeit abgebaut und für den Bau von Villen und Bädern verwendet. Die römischen Steinbrüche lagen im Süden von Bath.
In den 1720er Jahren erwarb der Unternehmer Ralph Allen die bisher als Kleinunternehmen betriebenen Steinbrüche von Combe Down und Bathampton bei Bath und führte sie als Gesamtunternehmen. Der Kalkstein wurde aufgrund seines warmen, honiggelben Farbtons und seiner guten Verarbeitungsmöglichkeiten ein beliebter Baustein während des Baubooms in Bath im 18. Jahrhundert, bei dem fast die gesamte Innenstadt im georgianischen Stil aus Bath Stone erbaut oder verkleidet wurde. Aufgrund der Bekanntheit von Bath im 18. Jahrhundert und der Verwendung der Steine durch den bekannten Architekten und Architekturschriftsteller John Wood der Ältere wurde der Stein zu einem regelrechten Modeartikel. Allen baute zum Transport der Steinquader eine Schienenbahn, mit der mit Hilfe eines natürlichen Gefälles die Quader von den Steinbrüchen bis nach Bath und zur Verladestelle am Avon transportiert werden und so per Schiff in ganz Großbritannien vertrieben werden konnten.

## Rolle des Box Tunnels

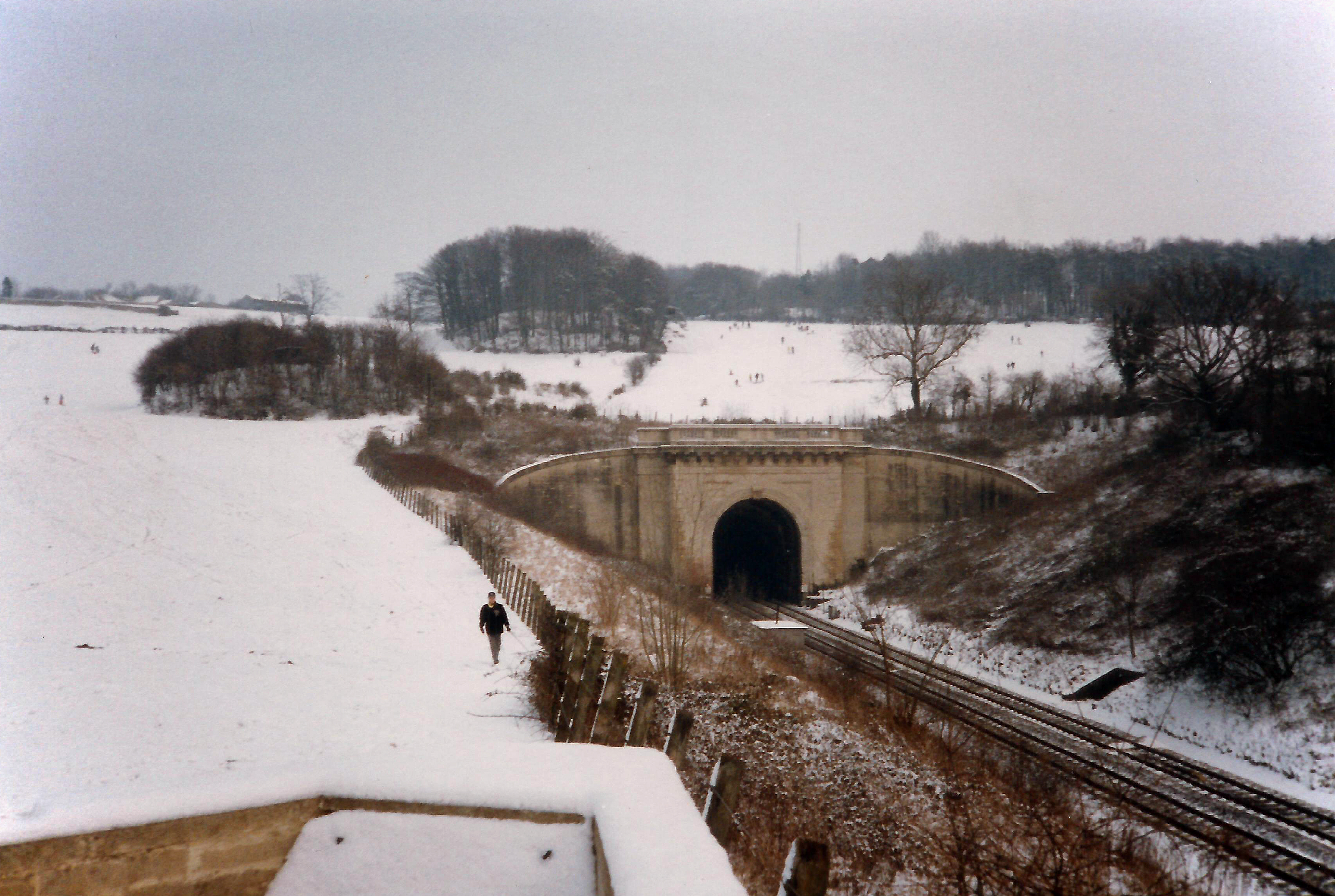
Das repräsentative Westportal des Box Tunnels

Bath Stone wurde unter anderem bei der Herstellung des bereits 1836 aufgefahrenen Box Tunnels abgebaut und diente als zusätzliche Einnahmequelle der zugehörigen Eisenbahnlinie.
Riesige Steinbrüche wurden zwischen Box Hill und Corsham, vom Tunnel abzweigend, unterirdisch angelegt. Von dort wurden die Steine zum Tunnel und mit einer Schmalspureisenbahn entlang der Bahnlinie im Tunnel transportiert. Mit der Möglichkeit, die Steine per Eisenbahn weiter zu transportieren, konnte ein großer Markt erreicht werden. Ihren Höhepunkt erreichte die Steinbruchindustrie zwischen 1880 und 1909, als Millionen Tonnen Kalkstein verkauft wurden. Die Steinbrüche im unterirdischen Tunnelsystem blieben bis 1969 geöffnet. Auch einige Colleges der Universität Oxford wurden mit Bath Stone aus Box errichtet.

## Folgenutzungen der Steinbrüche
Nach 1936 dienten etliche Vorkommen und ehemalige Brüche als Munitionslager und später als Luftschutzbunker. Der Steinbruch bei Corsham wurde zum zentralen atombombensicheren Reduit der britischen Regierung im Kalten Krieg ausgebaut.
Die seit dem 17. und 18. Jahrhundert geförderten Vorkommen der Combe Down und Bathampton Down Minen sind heute als wichtige Heimat verschiedener geschützter Fledermausarten, insbesondere von Hufeisennasen bekannt.
1908 wurden das Unternehmen des Bath and Portland Stone zur Bath Stone Firms 1887 aus sieben Steinmetzfirmen geformt und 1889 übernahm die Bath Stone Firms die Steinbrüche des Naturstein Portland, die neben dieser Nutzung zur Herstellung von Zementen ausgebeutet wurden.
1999 wurde begonnen, eine Reihe der früheren Brüche mit Schaumbeton zu verfüllen.

## Heutige Verwendung
Heute gibt es noch zwei aktive Steinbrüche, die den Bath Stone abbauen, es sind dies der Steinbruch Monk's Park in Corsham, Wiltshire mit einem leicht cremefarbenen Naturstein, der Hartham Park Ground stone genannt wird und Stoke Hill Mine in Bath mit einem honiggelben Naturstein, der Box Ground stone. Die Steinbrüche werden von der Hanson Bath and Portland Stone betrieben, einer Gruppe des deutschen Baukonzerns Heidelberger Zement.
Der Bath Stone kommt mit obigen Namen in den Handel und wird heute vor allem für Restaurierungszwecke verwendet, aber auch für Bildhauerarbeiten, Mauersteine, Kamine, Vasen, Fenster- und Türverkleidungen, Bäder und Fußboden- und Wandbeläge und für Brunnen, Grabsteine und Monumente.